# Mather Tower

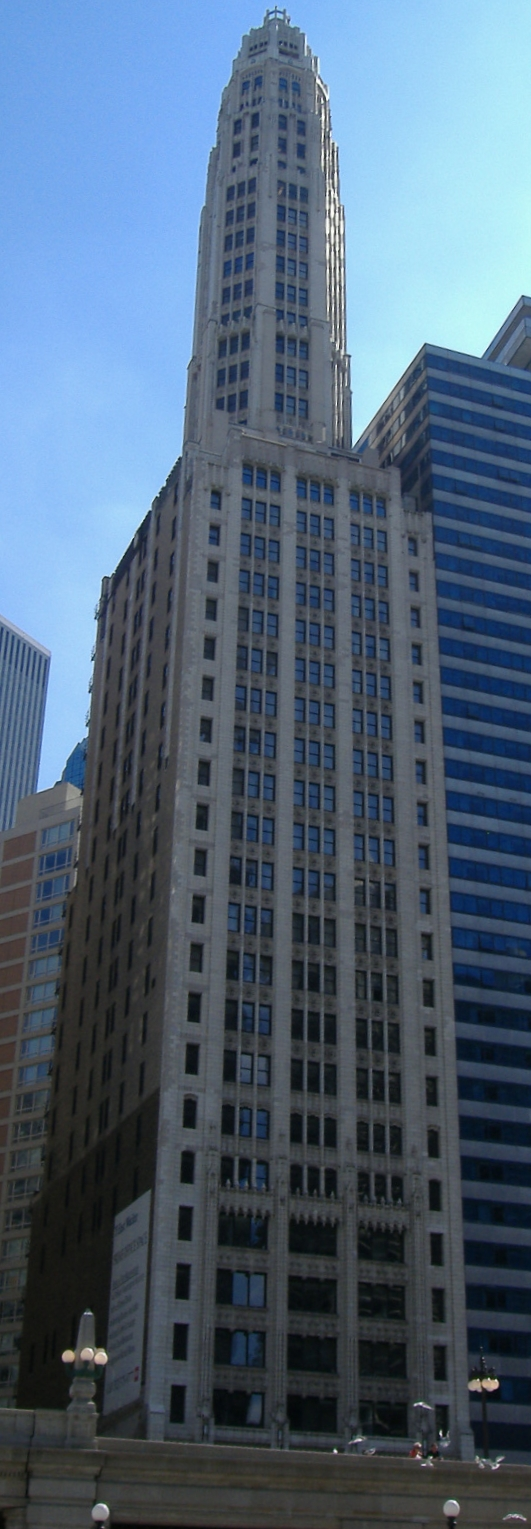
La Mather Tower

La Mather Tower est un gratte-ciel situé au 75 East Wacker Drive, dans le secteur financier du Loop à Chicago dans l'Illinois (États-Unis). L'immeuble se trouve dans le quartier historique de Michigan–Wacker Historic District et est répertorié sur la liste des  bâtiments et lieux à découvrir dans ce quartier. 

## Historique
Achevé durant l'année 1928, l'édifice possède 41 étages et s'élève à 158 mètres. La partie supérieure de l'édifice est de forme octogonale et les étages qui la compose sont les plus petits pour un gratte-ciel de cette hauteur à Chicago.
La Mather Tower a été conçue par l'architecte Herbert Hugh Riddle pour servir de siège à la société Mather Stock Car Company, qui fabriquait des wagons, en particulier pour le transport de bétail. Le fondateur de la société est Alonzo C. Mather. Une tour jumelle était initialement prévue juste à côté de la Mather Tower, mais lorsque le marché boursier s'effondra, les projets de construction pour le deuxième bâtiment sont tombés à l'eau et les plans ont été démolis.
En 2000, les quatre couronnes supérieures ont été supprimées pour des raisons de sécurité après que des morceaux de terre cuite furent tombés de la façade. D'autres couronnes ont été installées par hélicoptère le week-end du 23-24 novembre 2002 à partir d'une barge sur la rivière Chicago. 
En 2006, le bâtiment fut rénové et reçu le prix d'excellence au National Trust for Historic Preservation et fut classé comme bâtiment historique.